# Narasinja
Narasinja es el avatar mitad hombre y mitad león del dios hinduista Visnú.
En el extensísimo Rig-veda (el texto más antiguo de la India, de mediados del II milenio a. C.) no se mencionan ni su nombre ni sus leyendas. Estos aparecen recién en los Puranás (últimos siglos a. C.).

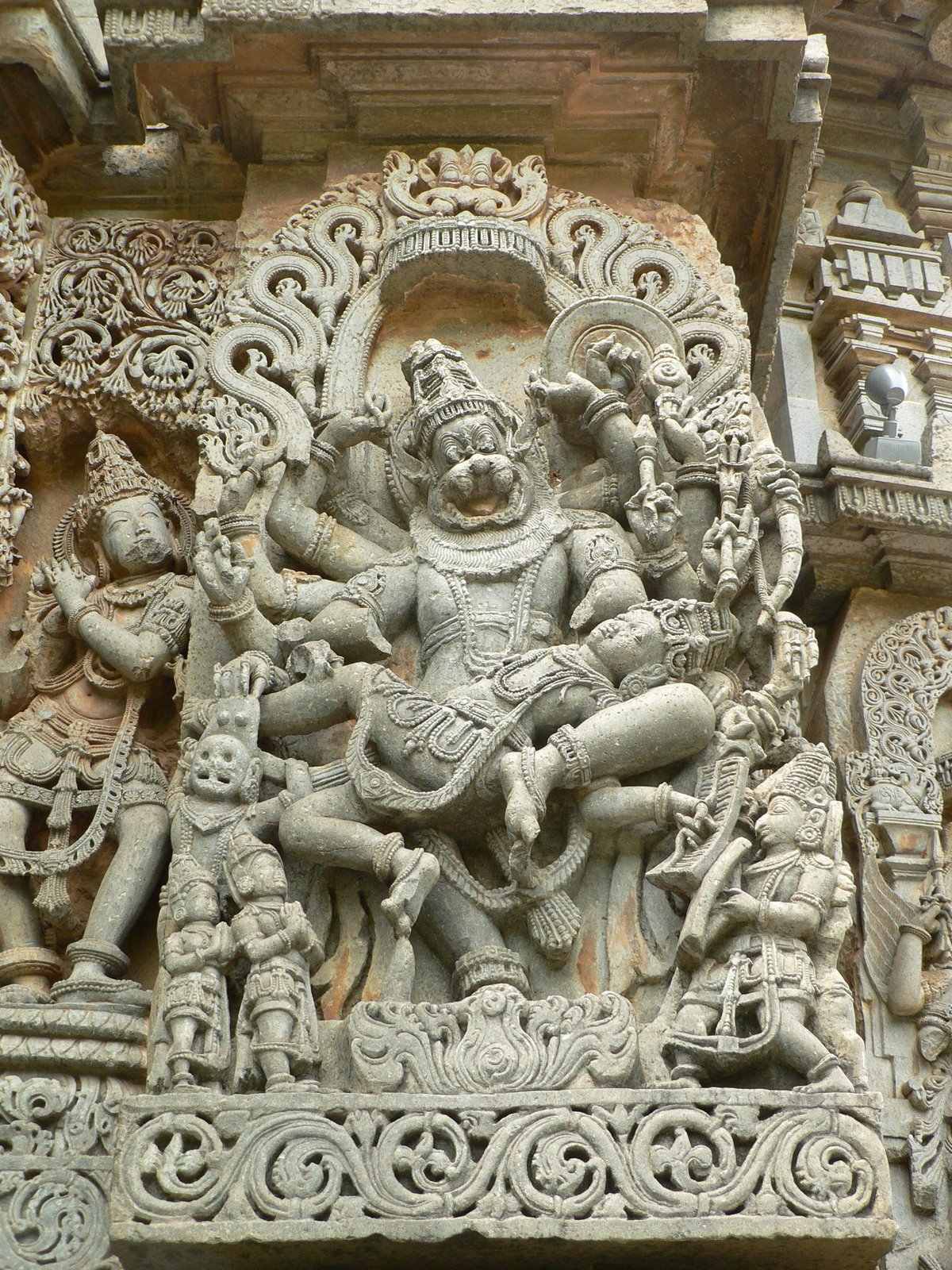
Antigua estatua de Narasimja (encarnación de Visnú como hombre león) con el demoníaco rey Jirania Kashipú.

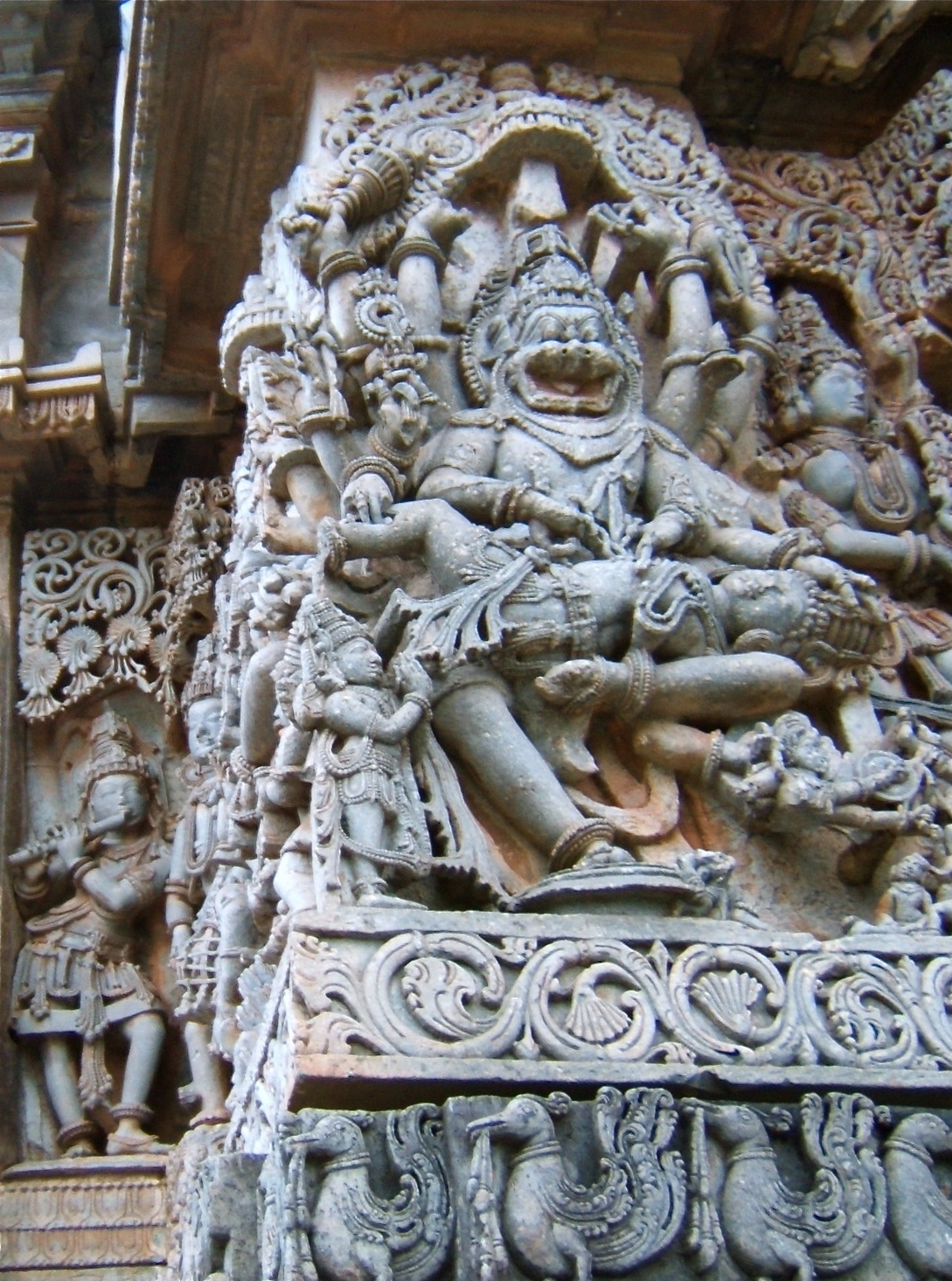
Estatua en Halebidu (estado de Karnataka.

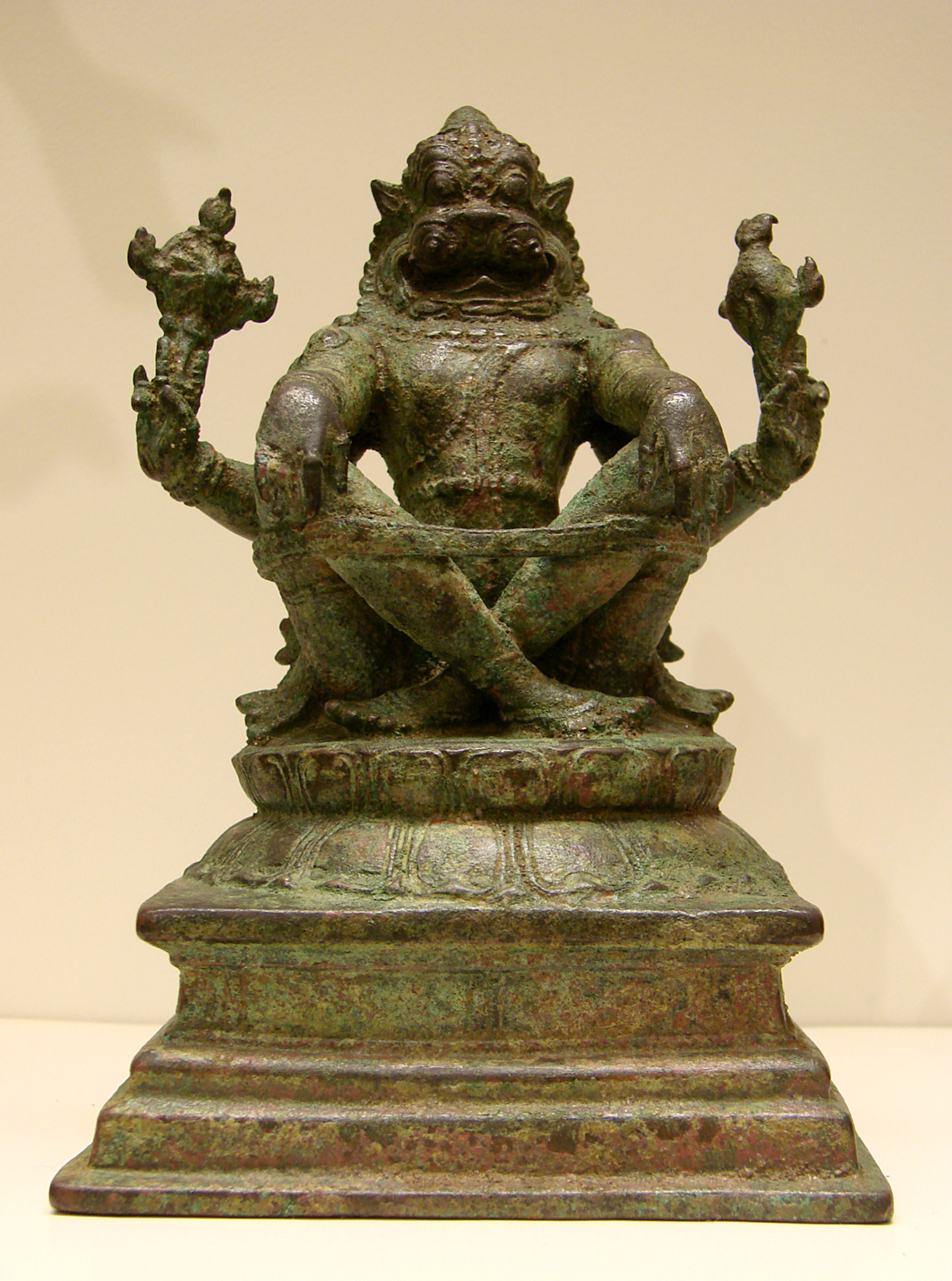
Deidad en Tamil Nadú (India), de la época Chola, o ; actualmente en el museo Guimet (París).

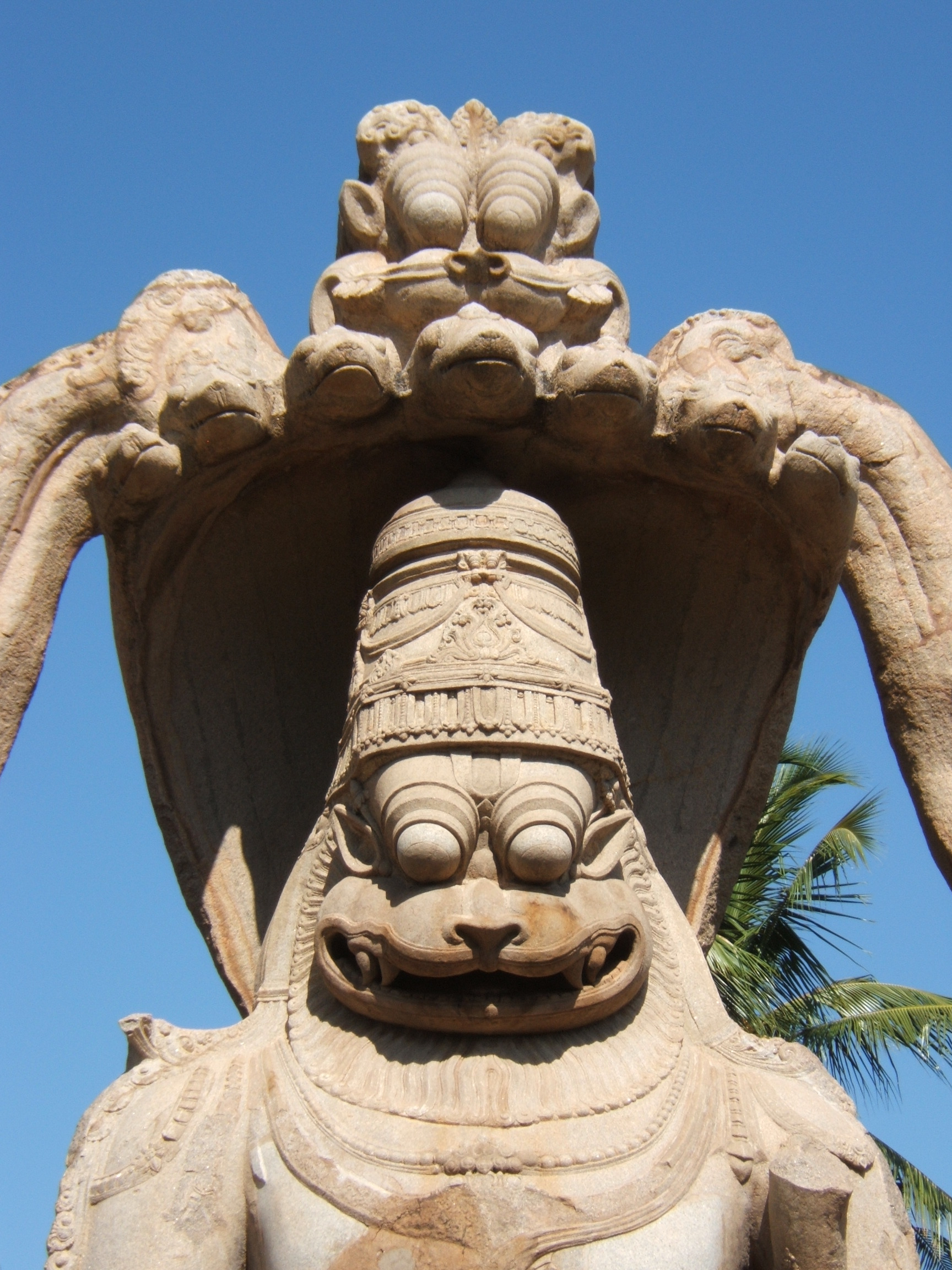
Estatua en Hampi.

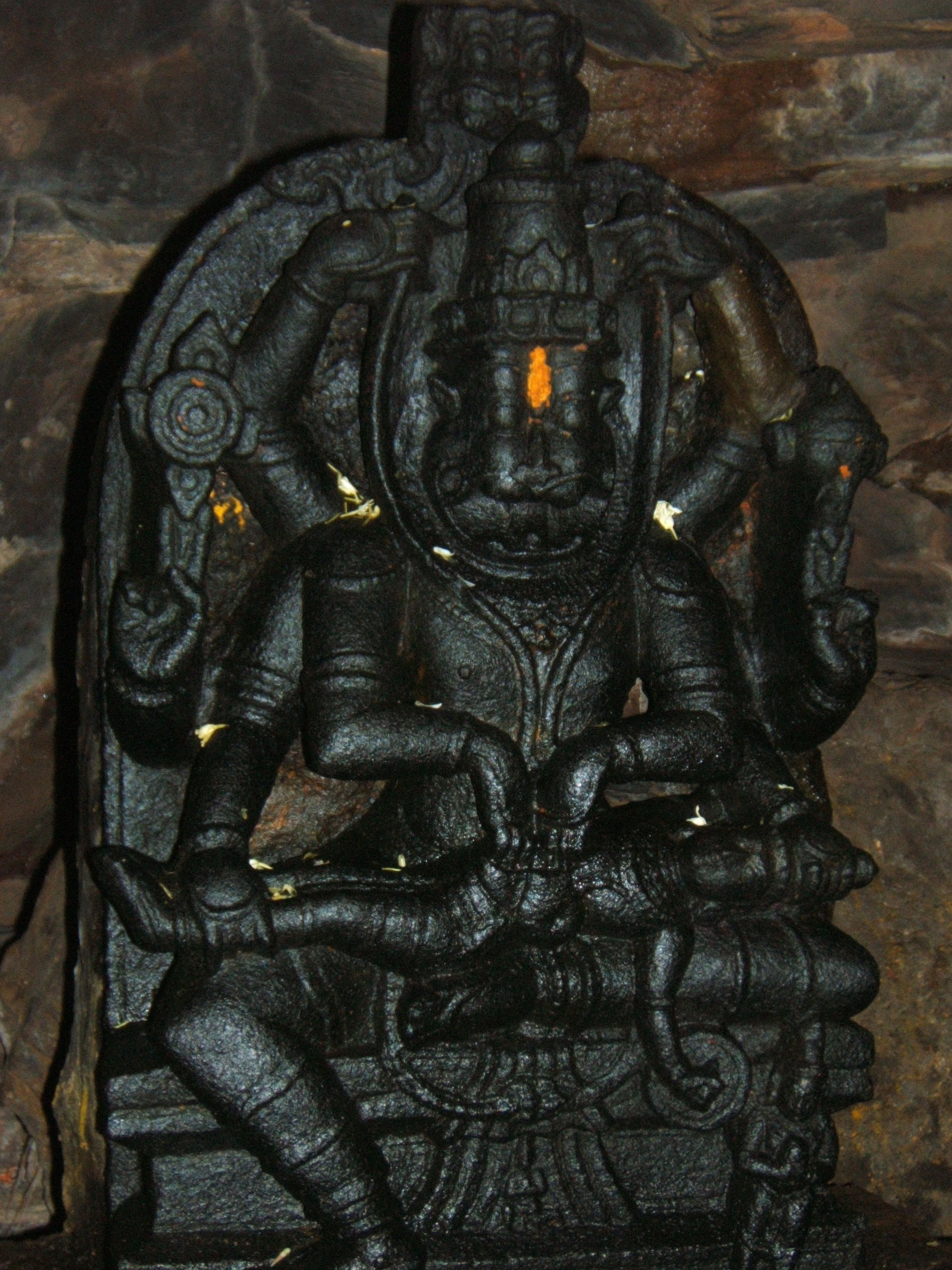
Yuala Narasimha Ahobilam (deidad de Narasinja en el sur de la India; los pobladores dicen que este es el sitio donde apareció el dios).

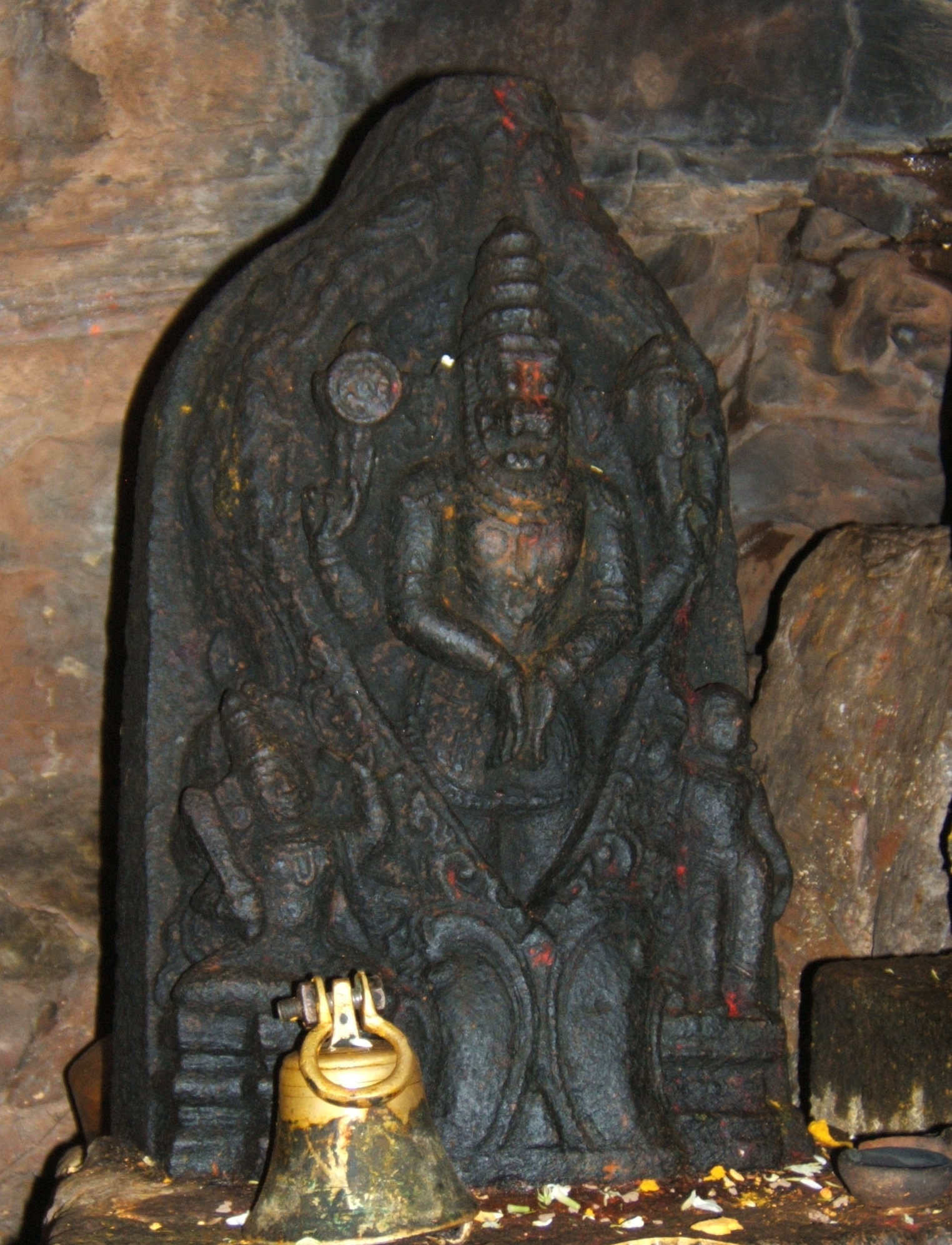
Narasinja emerge de la columna.

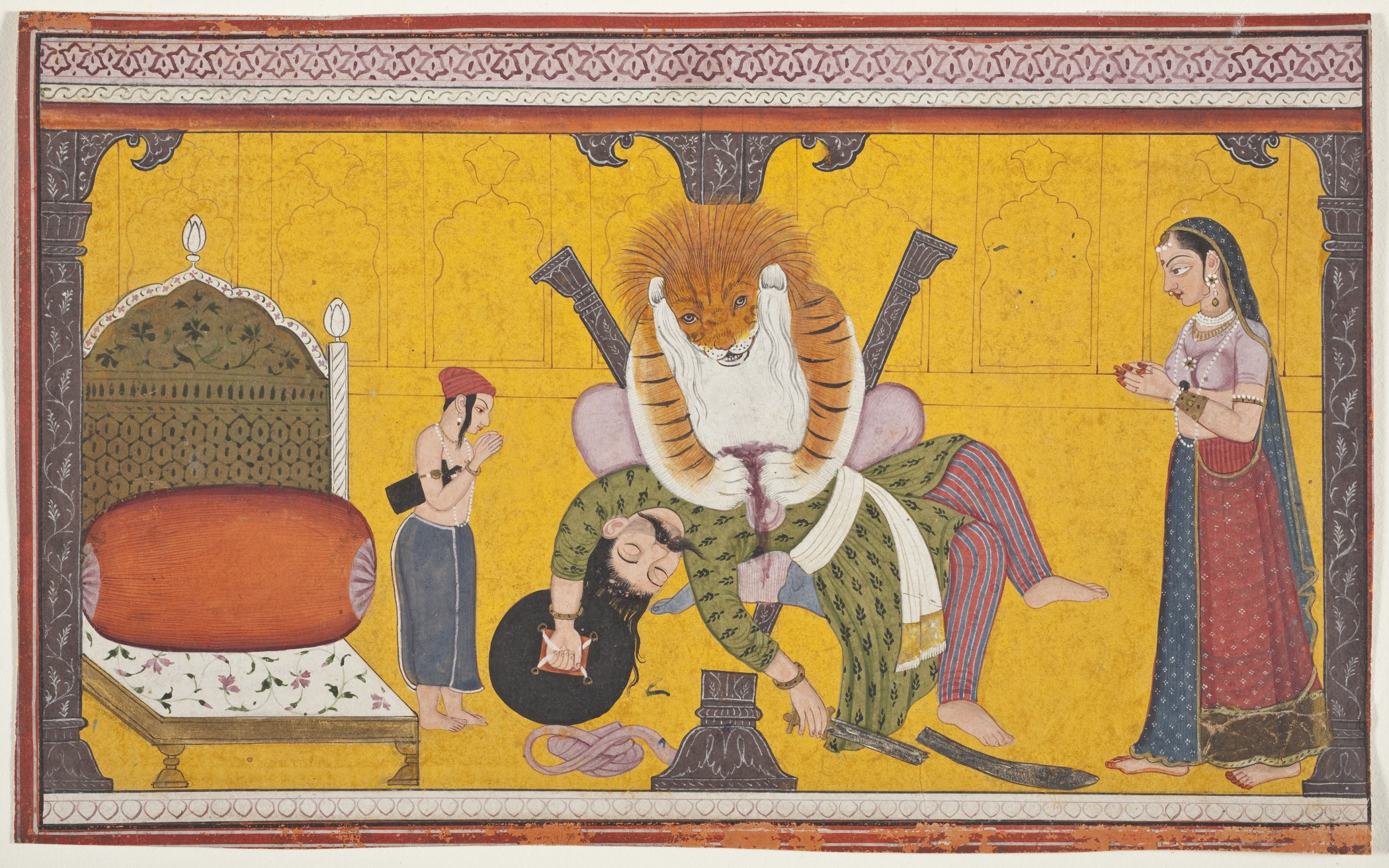
Narasinja vacía los intestinos de Jirania Kashipú, mientras Prajlada y su madre se inclinan ante él; folio de un Bhágavat-purana, acuarela y oro sobre papel, 121 × 235 mm), en Nurpur (Himachal Pradesh).

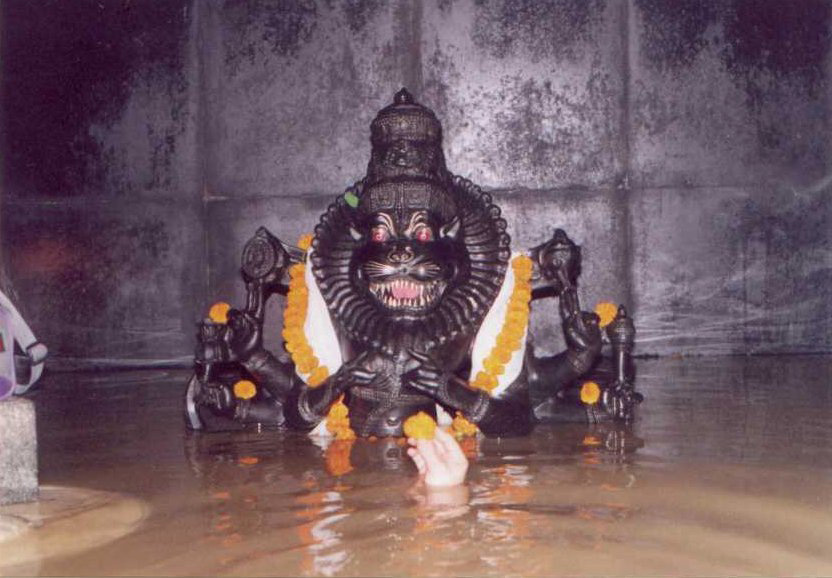
Un devoto sumergido ofrece una flor (solo se le ve la mano) mientras realiza puya (adoración) a la deidad de Narasinja durante una inundación (en los años noventa) en la aldea de Maiapur (Bengala).

Sus armas son el chakra (disco) y la maza.
- नरसिंह, en el sistema AITS (alfabeto internacional para la transliteración del sánscrito).
- nara-siṃha, en escritura devanagari del sánscrito.
- Pronunciación: /nárasinja/.[1]
- Etimología: ‘hombre león’, siendo nara: ‘hombre’ y sinja: ‘león’.[1]

## Otros nombres
- Narasimha en inglés.
- Narasinjadev
- Nrisinja o Nrisimha
- Nrisinjadev.

Según el Bhágavat-purana (siglo XI d. C.) fue el decimocuarto avatar:

En esta décimo cuarta encarnación, el Señor apareció como Nrisinja y bifurcó el fuerte cuerpo del ateo Jirania Kashipú con las uñas, tal como un carpintero abre una caña.
Bhágavat-purana

En cambio de acuerdo con el Garuda-purana fue el cuarto avatar.
Es una de las deidades más populares del hinduismo, como evidencia su presencia en textos épicos, iconografía y adoración en festivales durante más de un milenio.
Generalmente se lo muestra con la forma humana, pero con garras y un rostro parecido al de un león.
Esta imagen es adorada como una deidad en muchos grupos visnuistas, especialmente en el sur de la India.
Es conocido y adorado como protector, siendo una forma de Visnú que específicamente protege a sus devotos en momentos de necesidad.

## En las Escrituras hinduistas
Se encuentran referencias a Narasinja en una gran variedad de escrituras puránicas.
Hay 17 versiones de la misma leyenda, algunas con más detalles que las otras:
- Agní-purana (4, 2-3).
- Bhágavat-purana (Canto 7).
- Brahmá-purana (213, 44-79).
- Brahmanda-purana (2, 5, 3-29).
- Jari-vamsa (3, 41-47).
- Kurma-purana (1, 15, 18-72).
- Linga-purana (1, 95-96).
- Matsia-purana (161-163).
- Padma-purana (Uttara-khanda 5, 42).
- Shivá-purana (2, 5, 43 & 3, 10-12).
- Skandá-purana 7 (2, 18, 60-130).
- Vaiú-purana (67, 61-66).
- Visnú-dharmottara-purana (1, 54).
- Visnú-purana (1, 16-20),
- Tapani Upanishad (Narasimha tapani Upanisad, pequeña mención).
- Majábharata (3, 272, 56-60, pequeña mención).

Narasimha también se encuentra y es el foco del Narasimha Tapaniya Upanishad..

## Historia de Narasinja

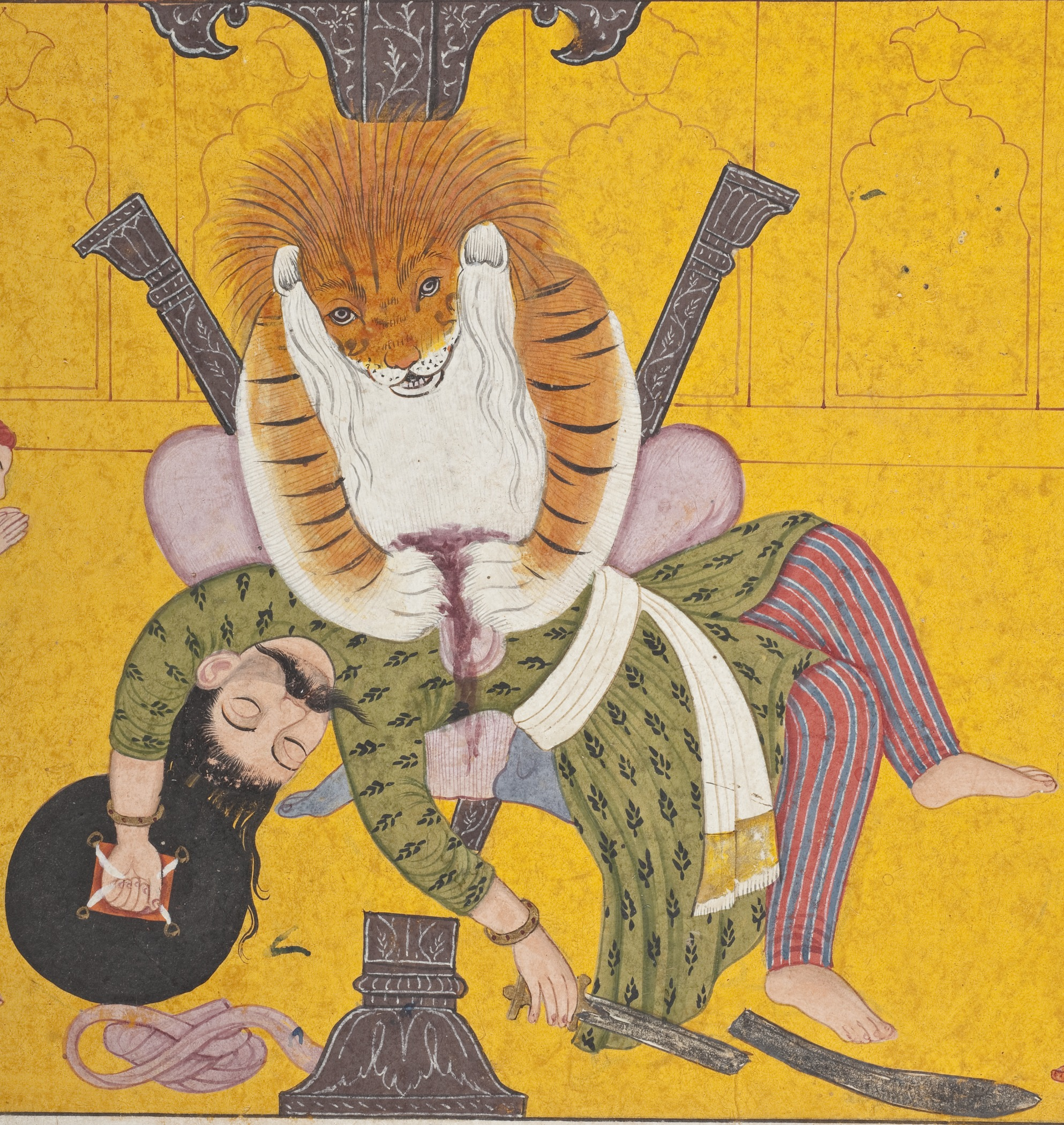
India, Himachal Pradesh, Nurpur, circa 1760-1770 Dibujos; acuarelas Acuarela opaca y oro sobre papel Hoja

## Modo de adoración

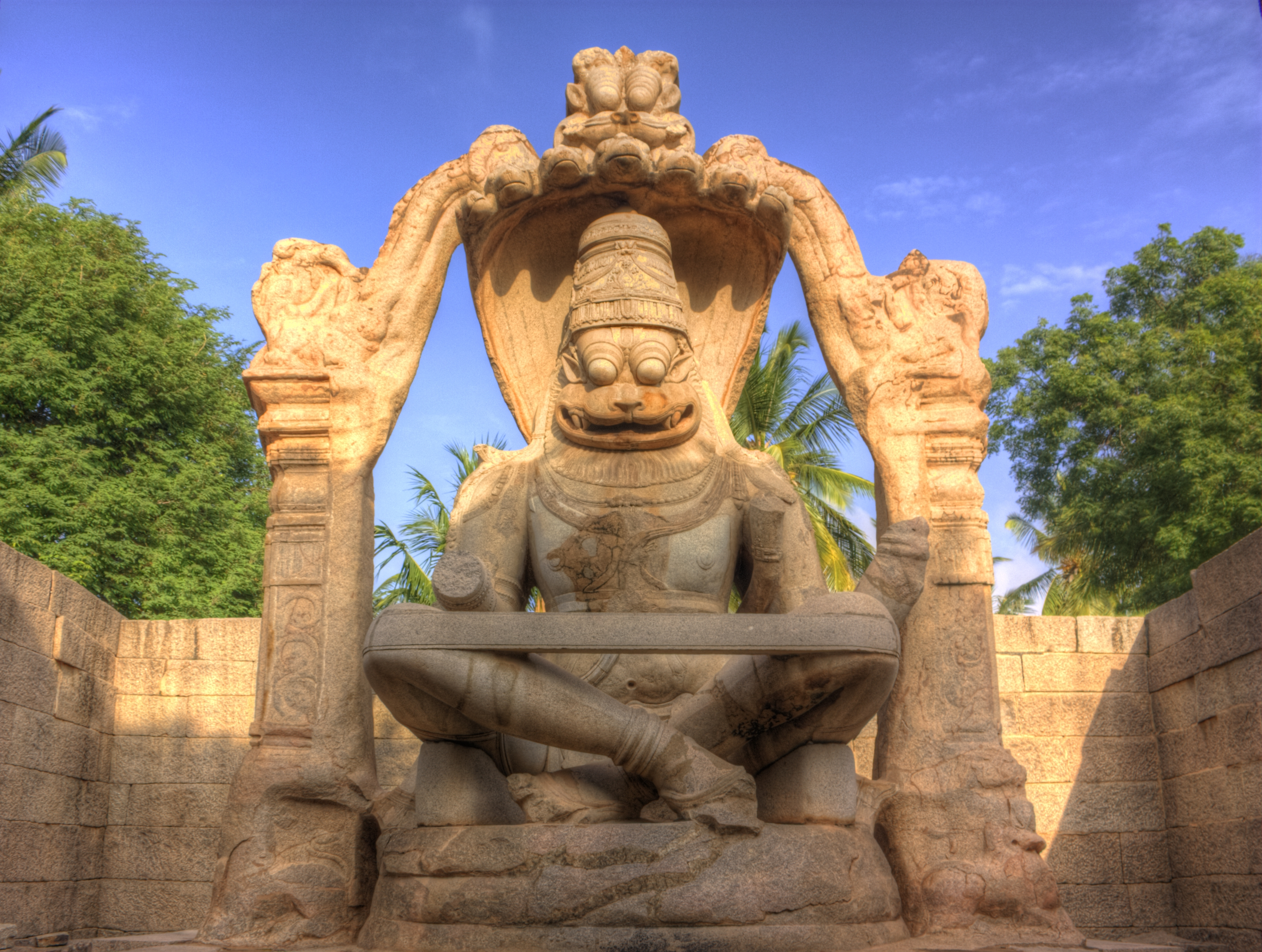
Estatua en Hampi